# Wiedemannia vaillanti
Wiedemannia vaillanti är en tvåvingeart som beskrevs av Joost 1981. Wiedemannia vaillanti ingår i släktet Wiedemannia och familjen dansflugor. Inga underarter finns listade i Catalogue of Life.